# Léri-Weill軟骨骨生成障礙綜合症
Léri-Weill軟骨骨生成障礙綜合症（英語：Léri-Weill dyschondrosteosis，LWD），是一種罕見的基因疾病，肇因於性染色體上偽體染色體區的「SHOX基因」突變。此病將造成患者身材特別矮小、橈骨彎曲、部分骨頭錯位等發育缺陷，也和馬德隆畸形症（Madelung's deformity）相關，導致患者前臂過短、手腕異常等嚴重症狀，較為嚴重的患者可能會危及性命。

## 研究歷史
Léri-Weill軟骨骨生成障礙綜合症最初由法國生物學家安德烈·勒日（André Léri）和吉恩·韋爾（Jean A. Weill）在1929年發現。

## 症狀
以下是Léri-Weill軟骨骨生成障礙綜合症的症狀：
- 身材特別矮小，患者身高通常較人類後25%的身高為矮。[5]
- 前臂短小
- 橈骨彎曲
- 尺骨發育不全
- 脛骨及腓骨短小
- 尺骨和橈骨距離過大
- 部分腕部及手肘尺骨錯位
- 小腿短小

Léri-Weill軟骨骨生成障礙綜合症和馬德隆畸形症有很密切的關聯，是馬德隆畸形症的一種衍生疾病，其和普通的馬德隆畸形症差異主要在於Léri-Weill軟骨骨生成障礙綜合症一定會造成患者身材特別矮小，馬德隆畸形症的患者卻可能擁有正常身高。另外，Léri-Weill軟骨骨生成障礙綜合症會影響近端橈骨（proximal radius）的發育，馬德隆畸形症則不會。

## 機制
高達七成的Léri-Weill軟骨骨生成障礙綜合症患者是由SHOX基因的缺陷造成的。該基因位於偽體染色體區，故在X染色體和Y染色體上各有一個複本，主要功能為控制身體發育，Léri-Weill軟骨骨生成障礙綜合症的患者因該基因缺陷而導致身材矮小。「SHOX基因」的缺陷造成原本應前後串連的軟骨細胞側向並排，且橈骨細胞內不正常內生軟骨瘤（enchondroma）的生成導致軟骨骨質異常，且月骨（Lunate bone）和橈骨間的維克多韌帶（Vickers ligament）和三角纖維軟骨複合體（Triangular Fibrocartilage Complex，TFCC）纏繞在一起，種種病理組織學上的觀察確認Léri-Weill軟骨骨生成障礙綜合症是由軟骨細胞的缺陷帶動產生其他症狀。
另外三成患者的發病原因則仍不明。

## 延伸閱讀
- Binder, Gerhard; Renz, Alexandra; Martinez, Alicia; Keselman, Ana; Hesse, Volker; Riedl, Stefan W.; Häusler, Gabriele; Fricke-Otto, Susanne; Frisch, Herwig; Heinrich, Juan Jorge; Ranke, Michael B. . The Journal of Clinical Endocrinology & Metabolism. 2004-09-01, 89 (9). ISSN 0021-972X. doi:10.1210/jc.2004-0591.